# Proton Synchrotron

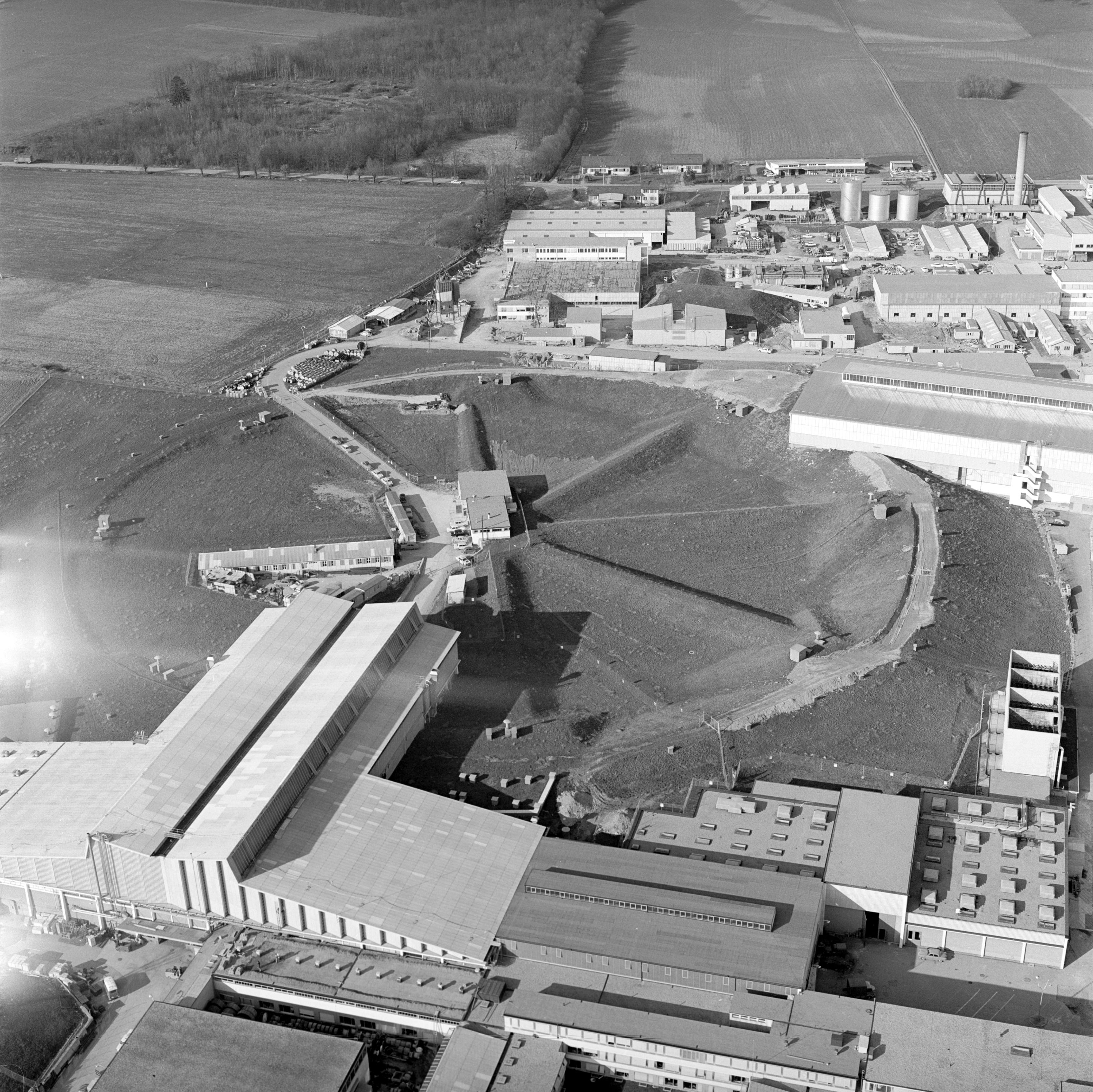
Vue aérienne du Proton Synchrotron en 1965. A gauche, les halls expérimentaux sud et nord. En haut à droite, le hall expérimental est.

Le Proton Synchrotron (en français le synchrotron à protons), ou PS, est un accélérateur de particules de type synchrotron situé au CERN près de Genève. Il fut le remplacement du SC, le premier accélérateur de particules. Il fut mis en service au CERN, en 1959.
En 2020, il fait maintenant partie de la chaine d'injection du collisionneur à protons LHC.

Plan du complexe d'accélérateurs du CERN.